# Stanna, ungdom, och hör till
Stanna, ungdom, och hör till är en kristen psalm. Texten är skriven av Johan Olof Wallin.

## Publicerad i
- 1819 års psalmbok, som nummer 494 under rubriken "Med avseende på de yttersta tingen. Begravningspsalmer. Vid en ung människas begravning".
- Den svenska psalmboken 1937, som nummer 583 under rubriken "H. De yttersta tingen: 2. Det kristna hoppet inför döden".